# 瀬田ひろ美

瀬田 ひろ美（せた ひろみ、1959年 - ）は、日本の女優、声優。本名は原田ひろ美。東京都出身。「劇団キンダースペース」「スターダス・21Neu」所属。

## 人物・略歴
東京都立忠生高等学校卒業。
劇団青年座卒業。
特技はタップダンス。
劇団青年座を経て、鈴木完一郎と劇団U・快連邦を旗揚げ、解散後原田一樹と共に劇団キンダースペースを旗揚げ。
2012年スターダス・21Neuに所属。声優としても活動。

### 代表出演作品
（いずれも原田一樹演出）
- 「若きウエルテルの悩み」（原田一樹作・演出）（キンダースペース）すみれ
- 「えれくとら」（ユージン・オニール原作　原田一樹作・演出）（キンダースペース）クリスティン
- 「新・牡丹灯籠」（三遊亭圓朝原作　原田一樹作・演出）（キンダースペース）お峰
- 「金色夜叉」（尾崎紅葉原作　原田一樹作・演出）（キンダースペース）赤樫満枝
- 「新・新ハムレット」（シェークスピア原作）原田一樹作・演出）（キンダースペース）ガートルード
- 「プラトーノフ」（アントン・チェーホフ原作）アンナ・ペトローヴナ
- 「新・復活〜ネフリュードフとカチューシャ」（トルストイ原作）カチューシャ

### その他
出演作品
（いずれも原田一樹演出）（キンダースペース）
- 「部屋」
- 「BUCHIKORO」
- 「ファイナル・チャンピオン」
- 「チェーホフ的チェーホフ」（チェーホフ原作）
- 「イプセンの世界　ロスメルスホルム・幽霊」（イプセン原作）
- 「モノドラマ　藤十郎の恋」（菊池寛原作）
- 「モノドラマ　道なき道」（織田作之助原作）
- 「モノドラマ　魔術」（芥川龍之介原作）
- 「新モノドラマ　オダサク×ダザイ」（織田作之助・太宰治原作）
- 「短編演劇アンソロジー　架空線の火花　羅生門・或阿呆の一生」（芥川龍之介原作）
- 「モノドラマ　エドワード・バーナードの転落」（サマセット・モーム原作）[1]

他劇団出演作品
- 「湾岸から遠く離れて」（ギィ・フォワシィ作　原田一樹演出）（ギィ・フォワシィシアター）

吹き替え
- 「愛の記憶はさえずりとともに」
- 「エレメンタリー ホームズ&ワトソン in NY」
- 「HAWAII FIVE-0」
- 「スーパー・チューズデー正義を売った日」シンディー・モリス（大統領夫人）
- 「私が、生きる肌」カシルダ
- 「ユナイテッド　ミュンヘンへの悲劇」アルマ=秘書
- 「ファッション王」ユン・ヒャンスク
- 「紳士の品格」イスの母
- 「武神」チョン氏夫人
- 「その冬、風が吹く」ワン秘書
- 「MADMEN SEASON5」ゲイル
- 「LAW & ORDER UK」
- 「マッキー」ビンドゥの義理の姉
- 「モネ・ゲーム」
- 「宇宙兄弟」
- 「ナース・ジャッキー」
- 「クリミナル・マインド8」
- 「マイPSパートナー」ユンジョン母
- 「科学捜査官シャーロック・ホームズ」キャロリン・モートン（毒物専門の法医学者）
- 「ダンシング・クィーン」イ・ミョンエ
- 「名探偵ポワロ#第13シリーズ（第66 - 70話）」69話 ライス夫人
- 「CSI:14 科学捜査班」ナンシー（ブラス刑事の妻）
- 「ファイ―悪魔に育てられた少年―」イムの妻
- 「ホジュン～伝説の心医～」オ氏
- 「それでも夜は明ける」エップス夫人
- 「The Calling / 殺人の啓示　死を誘う男」エミリー
- 「刺さった男」メルセデス
- 「エヴァリー」イーディス
- 「サンバ」入国管理センタースタッフ、マルセル
- 「情熱のシーラ」
- 「007 スペクター」フォーゲル
- 「ピエロがお前を嘲笑う」ハンネ・リンドベルク

テレビアニメ
- 「黒執事 Book of Circus」ヴィクトリア女王
- 「アクエリオンロゴス」秘書
- 「ルパン三世 PART5」女主人

その他の活動
- 「劇団キンダースペース演劇ワークショップ　指導」
- 「みんなの手朗読教室　朗読教室講師」
- 「スターダス・21　研究科講師」
- 「アクサダイレクト　テレビCM出演」
- 「ファーストクラス 第4話　テレビドラマ」（佐野愛子）